# Nasionale Demokratiese Beweging
De Nasionale Demokratiese Beweging (Nederlands: Nationale Democratische Beweging; Engels: National Democratic Movement) was een Zuid-Afrikaanse politieke partij die bestond van 1987 tot 1989. 

## Geschiedenis
Wynand Malan die in 1987 voor de Onafhanklike Party (OP) in de Volksraad was gekozen, nam kort daarna afscheid van deze partij en richtte op 12 oktober 1987 met medestanders de Nasionale Demokratiese Beweging (NDB) op. De NDB streefde naar afschaffing van apartheid en vertegenwoordigers van de NDB voerden (formeel in het geheim) onderhandelingen met het ANC waarbij overeenstemming werd bereikt over meerpartijendemocratie, individuele rechten en het beschermen van de verschillende talen, culturen en godsdiensten in Zuid-Afrika.
In 1989 fuseerden de OP, NDB en de Progressive Federal Party (PFP) tot de Democratische Partij.